# Fernando el de Triana
Fernando Rodríguez Gómez, más conocido por Fernando el de Triana o Fernando «El de Triana» (Sevilla, 15 de abril de 1867  - Camas, 7 de septiembre de 1940) fue un escritor, libretista, cantaor y guitarrista flamenco español.

## Biografía
Nacido en Sevilla, en el barrio de San Luis, aunque siempre señaló su condición trianera, era hijo de Joaquín Rodríguez Jiménez y la hija del guitarrista El Cachinero, Ana Gómez Pérez. Fue conocido como el Decano del Cante Jondo y su potente voz, brusca, enérgica y profunda, daba un aire trágico a sus solemnes malagueñas, las seguiriyas, soleás, tarantas y fandangos. El barrio sevillano de Triana fue el espacio donde se desarrolló su trayectoria inicial como artista con gran éxito. Formó compañía propia y no solo cantó y tocó la guitarra con maestría, sino que fue conferenciante y divulgador del flamenco. Durante un tiempo se estableció en Nador (Marruecos), donde tuvo un restaurante y, más tarde, volvió a Andalucía, Coria del Río. Allí empezó a trabajar en el que es el primer libro sobre flamenco escrito por uno de sus intérpretes, Arte y artistas flamencos, editado en Madrid en 1935 (reeditado en 2010) y presentado en el Teatro Español de la capital de España con el espectáculo Exaltación del Arte Flamenco, con Antonia Mercé y Manuel Machado, entre otros presentes, leyendo textos propios para, después, interpretarse un cuadro flamenco organizado por Ángel Pericet, seguido de otros artistas y, cerrando, el baile de La Argentina.
La obra recoge las biografías de varios de sus contemporáneos y antecesores, así como gran cantidad de material gráfico, muy escaso sobre esa época. Se considera una obra fundamental para conocer la historia del flamenco. El crítico, Manuel Bohórquez, autor de una biografía sobre Fernando, señala que «sin ese libro no sabríamos ni la mitad de lo que sabemos sobre los creadores de lo que hoy conocemos por flamenco». Después de Coria, marchó a Camas y abrió una pequeña taberna, La Sonanta, donde recogió sus recuerdos y pocas posesiones y falleció en la miseria en 1940.